# Paf le chien
Cet article possède un paronyme, voir Paf, le chien.
Ne doit pas être confondu avec Pif le chien.
Pour les articles homonymes, voir PAF.
Paf le chien est une blague basée sur la mise en relation entre le nom d'un animal subissant un accident, et l'onomatopée décrivant le son que cet accident produit. Elle joue en outre sur l'analogie avec le nom du personnage de bande dessinée Pif le chien.

## Blague originale
La blague originale met en scène un chien victime d'un accident de la route.

« Tu connais l'histoire de Paf le chien ?
C'est l'histoire d'un chien qui traverse la rue. Une voiture arrive, et paf ! le chien. »

## Variations
Cette histoire possède diverses variantes :
- Paf le chien et son ami af ... le loup
- Flip Flap la girafe : C'est une girafe qui se promène et il y a un hélicoptère qui passe. Et Flip Flap la girafe !
- Grouik la grenouille : C'est une grenouille qui se promène, et il y a une voiture qui passe. Et grouik la grenouille !
- Fleuteupeu-Fleuteupeu le dauphin : C'est un dauphin qui nage, un hors-bord passe et Fleuteupeu-Fleuteupeu le dauphin.
- Hop le renard et Paf le chien : Un chien poursuit un renard. Ils arrivent près d'une grosse souche. Hop le renard et Paf le chien.
- Creu l'escargot : Un escargot se promène, arrive un piéton et Creu l'escargot.
- Schtroumpf le hamster : C'est la femme de ménage qui passe l'aspirateur et Schtroumpf le hamster.
- Zip le pingouin : C'est un pingouin qui se balade sur la banquise, et Zip le pingouin.
- Slurp la limace : C'est Toto qui mange sa salade et Slurppp la limace.
- Bzz le bébé : C'est l'histoire d'un bébé qui met ses doigts dans une prise de courant et Bzz le bébé.
- Scrouitch la souris : C'est l'histoire d'une souris qui traverse la route et Scrouitch la souris.
- Boum la vache : C'est l'histoire d'une vache dans un champ, un tracteur arrive et Boum la vache.
- Couic-Couic le canard : C'est l'histoire d'un canard sur une patinoire et Couic-Couic le canard.
- Zou le poisson : Une poêle, du beurre, et Zou le poisson !
- Bloup le poisson : C'est l'histoire d'un poisson qui nage dans un lavabo. Quelqu'un retire le bouchon, et bloup le poisson !
- Pouf le pouf : C'est Toto qui s'assoit sur un pouf, et Pouf le pouf.
- Poum le lapin : C'est l'histoire d'un lapin dans la forêt. Arrive un chasseur et Poum le lapin.
- Miaou le chat : C'est un chat qui monte dans un arbre et Miaou le chat.
- Paf le chien et Annie : C'est l'histoire d'Annie et de son chien qui traversent la route sans regarder. Une voiture arrive et Paf le chien, et Pif Annie ! (jeu de mots sur l'Épiphanie)
- PATH le chemin : C'est l'histoire d'un administrateur système qui modifie une variable d'environnement, et PATH le chemin. (variante geek jouant sur la paronymie entre « PATH » et « paf », PATH étant une variable d'environnement relative au chemin d'accès, en informatique[1], et sur la paronymie entre « chemin » et « chien ».)